# 馺職
馺職（?—?），彰信可汗时回鹘汗国宰相。懷建可汗厖特勤的舅舅。
839年，回鹘汗国宰相安允合、特勤柴革谋乱，被彰信可汗杀死。宰相掘罗勿聯合沙陀酋长朱邪赤心，攻杀彰信可汗。立㕎馺特勤为可汗。840年，回鹘偏将录莫贺引黠戛斯十万骑兵攻打掘罗勿，杀死㕎馺可汗和掘罗勿，把回鹘国的牙帐焚烧殆尽。回鹘的各个部落四散逃亡，宰相馺職，拥外甥厖特勤及男鹿并遏粉等兄弟五人、十五部往西方逃跑，投奔葛逻禄；另有一支投奔吐蕃；一支逃到安西，又有近可汗牙十三部，以特勤乌介为可汗，南来依附唐朝。